# Pete Yorn
Pete Yorn pseudonimo di Peter Yorn (Montville, 27 luglio 1974) è un cantautore e chitarrista statunitense.

## Biografia
Pete Yorn nasce in New Jersey, figlio di un dentista e di un'insegnante di piano. A nove anni comincia a suonare la batteria e a 12 si dedica alla chitarra. Pete comincia a cantare e a scrivere materiale proprio a seguito di un memorabile spettacolo per nuovi talenti alla scuola di Montville nel New Jersey nel 1990. Sebbene non lo abbia mai fatto prima in pubblico, viene invitato dai suoi compagni di gruppo a cantare, dalla sua postazione di batterista, la canzone dei Replacements Talent show. La performance viene apprezzata al punto che Pete viene chiamato da un altro gruppo ad interpretare una grintosa versione di Rockin' in the free world di Neil Young.
Dopo essersi diplomato a Syracuse Pete si trasferisce a Los Angeles, dove comincia a crearsi un seguito con le sue esibizioni al Cafe Largo. Bradley Thomas (produttore dei film dei fratelli Farrelly Kingpin e Tutti pazzi per Mary) gli chiede di mandargli dei demo di brani da inserire nella colonna sonora del nuovo film dei Farrelly con Jim Carrey, Io, me & Irene. I Farrelly utilizzano Strange condition e Just another nel film. Strange condition viene incisa con Brad Wood (Smashing Pumpkins, Liz Phair) e R.Walt Vincent, mentre Just another è presente su Felicity e nel disco Songs from Dawson's Creek volume 2. Entrambe le canzoni sono incluse in musicforthemorningafter, disco di debutto. Oltre a scegliere due canzoni i Farrell chiedono a Peter di comporre la colonna sonora per il film. Anche nel film " Igby Goes Down" di Burr Steers (2002) è presente con il brano" Murray" tratto dal suo album di debutto sopra citato. Dopo aver firmato con la Columbia, Pete comincia a registrare il disco nel garage della casa di R.Walt Vincent a Culver City in California, suonando la gran parte degli strumenti da solo. Per musicforthemorningafter Pete lavora con vari produttori tra i quali Brad Wood, Don Fleming (Sonic Youth, Dinosaur Jr.) e R.Walt Vincent ("Prayer Cycle").
Nel 2003 arriva Day I Forgot, seconda prova sulla lunga distanza, che vanta tra gli ospiti Peter Buck dei R.E.M. Dopo un disco dal vivo, Live from New Jersey, arriva Nightcrawler, terzo capitolo di una trilogia (mattina, giorno, notte), seguito da un lungo tour che si estende fino al 2007. Nel 2008 entra in studio per un nuovo disco: Back & Fourth esce a giugno del 2009, ed inoltre collabora con l'attrice/cantante Scarlett Johansson per l'album Break Up.
Nel 2010 esce l'album omonimo.
Nel 2011 pubblica l'album di cover Pete Yorn Sings the Classics nel quale interpreta brani di Bob Dylan, Roxy Music, Pixies, Velvet Underground e molti altri.

## Discografia

### Album in studio
- 2001 – musicforthemorningafter
- 2003 – Day I Forgot
- 2006 – Nightcrawler
- 2009 – Back & Fourth
- 2009 – Break Up (con Scarlett Johansson)
- 2010 – Pete Yorn
- 2016 – Arranging Time
- 2019 – Caretakers
- 2021 -  Pete Yorn Sings the Classics
- 2022 - Hawaii

### Live
- 2001 – Live at the Roxy
- 2004 – Live from New Jersey